# Ryuzo Shimizu
Ryuzo Shimizu (30. september 1902 - ?) var en japansk fodboldspiller.

## Japans fodboldlandshold
| Japans landshold | Japans landshold | Japans landshold |
| År               | Kmp              | Mål              |
| ---------------- | ---------------- | ---------------- |
| 1923             | 2                | 1                |
| Total            | 2                | 1                |